# Rubén Padilla
Rubén Padilla (5 de enero de 2001) es un deportista estadounidense que compite en gimnasia en las modalidades de trampolín y trampolín doble mini. Ganó trece medallas en el Campeonato Mundial de Gimnasia en Trampolín entre los años 2018 y 2023.

## Palmarés internacional
| Campeonato Mundial | Campeonato Mundial       | Campeonato Mundial | Campeonato Mundial |
| Año                | Lugar                    | Medalla            | Prueba             |
| ------------------ | ------------------------ | ------------------ | ------------------ |
| 2023               | Birmingham (Reino Unido) | Medalla de plata   | Sincronizado       |

| Campeonato Mundial | Campeonato Mundial       | Campeonato Mundial | Campeonato Mundial |
| Año                | Lugar                    | Medalla            | Prueba             |
| ------------------ | ------------------------ | ------------------ | ------------------ |
| 2018               | San Petersburgo (Rusia)  | Medalla de plata   | Individual         |
| 2019               | Tokio (Japón)            | Medalla de plata   | Individual         |
| 2019               | Tokio (Japón)            | Medalla de plata   | Equipo             |
| 2019               | Tokio (Japón)            | Medalla de plata   | Equipo mixto       |
| 2021               | Bakú (Azerbaiyán)        | Medalla de plata   | Equipo mixto       |
| 2021               | Bakú (Azerbaiyán)        | Medalla de bronce  | Individual         |
| 2022               | Sofía (Bulgaria)         | Medalla de oro     | Individual         |
| 2022               | Sofía (Bulgaria)         | Medalla de plata   | Equipo mixto       |
| 2022               | Sofía (Bulgaria)         | Medalla de bronce  | Equipo             |
| 2023               | Birmingham (Reino Unido) | Medalla de oro     | Individual         |
| 2023               | Birmingham (Reino Unido) | Medalla de oro     | Equipo             |
| 2023               | Birmingham (Reino Unido) | Medalla de oro     | Equipo mixto       |